# Raz-de-marée aux Pays-Bas en 1375
Le raz-de-marée aux Pays-Bas en 1375 est une inondation due à une onde de tempête qui s'est produite dans la nuit du 9 au 10 octobre et le 13 novembre 1375, à la suite de ces inondations, de nombreuses zones furent touchées:
le Grote Hollandse Waard a subi de lourdes pertes,
la région de Riederwaard, a été gravement touchée,
les digues de l'île Schoneveld ont cédé. L'île, située à l'embouchure de l'Escaut occidental a été noyée et a disparu, un banc de sable s'appelle toujours Schoneveld Bank,
l'Escaut occidental s'est élargi,
le Braakman est apparu,
les villages Coudekerque, Elmare et Le Piet ont disparu,
la Frise occidentale Omringdijk a été brisée en plusieurs endroits.
Des incertitudes demeurent sur les dates exactes des inondations à cause notamment d'un changement de calendrier. Des inondations avec des pertes importantes ont eu lieu en 1374, 1375 et 1377.